# Кристиан фон Цвайбрюкен
Кристиан фон Цвайбрюкен (на немски: Christian Freiherr von Zweybrücken; на френски: Christian de Deux-Ponts; * 20 ноември 1752; † 25 октомври 1817, Мюнхен) е фрайхер на Цвайбрюкен, граф на Форбах 1770 г., маркиз на Дьо-Понт 1781 г., френски, след това пруски и по-късно баварски офицер, на края баварски кралски генерал на пехотата.

## Биография
Той е най-големият син на херцог Кристиан IV фон Пфалц-Цвайбрюкен (1722 – 1775) и съпругата му (морганатичен брак), френската танцьорка Мария Камасе, наричана Мариана (1734 – 1807), по-късно от 1757 г. „графиня фон Форбах“. Брат е на Вилхелм фон Цвайбрюкен (1754 – 1807).
Кристиан е наричан първо „граф фон Форбах“ и влиза на 20 април 1768 г. като лейтенант в кралския френски „Régiment de Royal Deux-Ponts“ (99e régiment d' infanterie). С декрет от крал Луи XVI той получава френската титла маркиз. Неговият полк пристига в Америка на 4 април 1780 г. През 1781 г. Кристиан и брат му Вилхелм с техния полк се бият на страната на САЩ в Американската война за независимост (1775 – 1783).
През януари 1793 г. Кристиан тръгва от Ню Йорк обратно за Франция. След Френската революция полкът е разпуснат на 21 юли 1791 г. Той напуска френската военна служба, отказва се от титлата маркиз, но получа на 31 януари 1792 г. от пфалцграф Карл II Август титлата „фрайхер фон Цвайбрюкен“.
Кристиан фон Цвайбрюкен започва на 1 януари 1792 г. пруска служба като генерал-майор и участва в походите против Франция 1794 – 1797. На 6 юни 1796 г. той получава ордена „Червения орел“.
На 20 юни 1799 г. Кристиан получава разрешение да започне служба във войската на Курфюрство Бавария и на 24 юли 1799 г. е номиниран на генерал-лейтенант „à la suite“ на инфантерията. На 14 февруари 1800 г. става провинциал-комендант.
На 18 март 1800 г. той е главнокомандващ на корп от 12 000 души и се бие против Франция като английска „субсидиентрупа“. Той се бие успешно в битките (на 5 и 15 май 1800), за което е поздравен от британския крал.
След битката при Хоенлинден на 3 декември 1800 г. той завежда остатъка от своя корп първо в територията на Залцбург и след мирния договор в Щайр (25 декември 1800) през Пасау в Кам в Горен Пфалц. За заслугите си е отличен на 24 март 1801 г. от Бавария.
С военната заповед от 1 март 1806 г. е отличен с „Големия кръст на Военния Макс-Йозеф-Орден“. През 1808 г. Кристиан фон Цвайбрюкен е номиниран за таен съветник. На 8 януари 1811 г. е повишен на генерал на пехотата (инфантерията).
Кристиан фон Цвайбрюкен умира на 65 години на 25 октомври 1817 г. в Мюнхен.

## Фамилия
Кристиан се жени на 6 август 1783 г. във Версай за Аделаида Франсоаз Леонтина де Бетуне-Полон (* 3 март 1761, Париж; † 8 май 1823, Версай). Те имат три дъщери:
- Мария Амалия Шарлота фон Форбах фрайин фон Цвайбрюкен (* 18 септември 1784, Форбах; † 9 януари 1786, Форбах)
- Мария Амалия Шарлота Франциска Августа Елеонора, графиня фон Форбах, фрайин фон Цвайбрюкен (* 1786; † 1839), омъжена1806 г. за граф Карл Ернст фон Гравенройт († 1826)
- Казимира Мария Луиза Антоанета, графиня фон Форбах, фрайин фон Цвайбрюкен (* 20 декември 1787, Форбах; † 26 март 1846, Мюнхен), омъжена I. 1808 г. за граф Карл Кристоф Густав фон Сайн-Витгенщайн (* 31 пктомври 1773; † 7 септември 1812); II. на 19 юли 1814 г. в Мюнхен за граф Антон фон Рехберг (* 13 май 1776, Донцдорф; † 5 януари 1837, Мюнхен)